# Божур Ивановић
Божур Ивановић (Београд, 1936 — Београд, 2005) био је српски академски сликар, сценограф и графички дизајнер.

## Биографија
У Београду је Академију ликовних уметности уписао 1959. године. Први професор сликарства био му је Ђорђе Андрејевић Кун, а дипломирао је 1963. године у класи професорке Љубице Цуце Сокић. Био је члан УЛУС-а и СУЛУВ-а. Као млади сликар радио је од 1965. до 1970. године као сценограф у Народном позоришту "Стерија" у Вршцу, где је од 1966. предавао ликовну уметност на Педагошкој академији.

## Ликовна уметност
Ивановић је стилски пролазио кроз различите стваралачке циклусе, који рефлектују његове животне фазе и окружења.
Као студент је био фасциниран фреско-сликарством, и одмах након дипломирања почиње да се бави професионално рестаурацијом и копирањем фресака у Србији и Македонији, укључујући манастире Манасија и Псача, где је радио 1964. године, након разорног земљотреса у Скопљу. Тај утицај се очитава у његовом раном сликарству снажних боја и контраста и великих формата.
У периоду бављења организацијом и децентрализацијом културе у Панчеву, у апстрактну фигурацију Ивановићевих слика продиру банатски мотиви - амбари, салаши, капије, орнаменти на кућама, њиве и виногради, дефинишући његову најпознатију сликарску фазу "Амбари".
У позним годинама већином је боравио у црногорском селу Радовићи у Боки Которској, где је сликао бокељске пределе.

## Сценографија
Вршачки период Божура Ивановића обележен је сценографским радом, у коме су присутни препознатљив уметнички израз и ликовни и архитектонски елементи који се провлаче и кроз његово сликарство. Током овог периода Ивановић успоставља блиску сарадњу са Народним позориштем у Темишвару. Ивановићеве ретроспективне изложбе омогућавају да овај сегмент његовог рада буде поново документован, тумачен и вреднован у целини.
Међу више од тридесет остварења, издвајају се сценографије за представе:
- 1966. ’’Смрт Стефана Дечанског” Јована Стерије Поповића, Народно позориште "Стерија", Вршац.[5]
- 1968. ’’Партија шаха” Станислава Гроховјака, Народно позориште "Стерија", Вршац,[6]
- 1969. "Богојављенска ноћ" Виљема Шекспира, Народно позориште "Стерија", Вршац ("прозрачни декор у ренесансном стилу")[7]

На 18. Сусрету позоришта Војводине 1968. године Ивановић је награђен за сценографију у представи ’’Партија шаха”, захваљујући чему је и сам био члан специјалног жирија на 21. Сусрету 1971. и главне оцењивачке комисије на 40. Сусрету 1990. године.

## Примењена уметност и дизајн
Мање је познато да се Божур Ивановић, поред ликовне уметности и сценографије, успешно бавио и графичким дизајном.
Седамдесетих и осамдесетих година XX века стварао је визуелни идентитет бројних компанија у Србији: Фабрике авиона "Утва" - Панчево, Предионице памучног предива "Трудбеник" - Панчево, Честерешке фабрике текстила "Четекс", Вршачке пиваре, Млинске индустрије "Ратар" - Панчево (генерације памте његова паковања за брашно). Године 1976. је дизајнирао серију етикета за Винарски комбинат "Вршачки виногради", од којих су неке и данас у употреби.
Ивановић је аутор корица књига "И би ријеч", "Понекад свјетлост" (1991) и "У беспућу" (1995) црногорског песника Милете Томовића.

## Изложбе
Божур Ивановић је излагао и био награђиван на више колективних изложби, али му је као зрелом уметнику због политичке неподобности у време социјализма било практично онемогућено да организује самосталне изложбе. Његова дела постхумно се излажу у Милану (циклус "Амбари") и Панчеву (ретроспектива слика, цртежа и сценографија), како би се приближила домаћој и међународној јавности, сагледао и проучио његов опус и препознао његов допринос српској уметности.
Самосталне изложбе
- 1969. Слике, Вршац
- 1969. Слике и сценографије, Сомбор
- 2015. Божур Ивановић: Амбари, Павиљон Републике Србије, World Expo 2015, Милано[2] (постхумно)
- 2017. Божур Ивановић (1936—2005) - изложба цртежа и документарног материјала, Културни центар Панчева, Панчево, 3-28.7.2017. (постхумно)
- 2017. Божур Ивановић (1936—2005) - изложба слика, Народни музеј Панчево, Панчево, 3-28.7.2017. (постхумно)

Колективне изложбе
- 1959. Фестивал студената Србије и Црне Горе
- 1959-63. изложбе студената Ликовне академије
- 1971. III изложба Народноослободилачка борба у делима ликовних уметника Југославије, Галерија Дома ЈНА, Београд[11]
- 1971. Изложба нових чланова УЛУС-а примљених 1971. године, Уметнички павиљон "Цвијета Зузорић", Београд[12]
- 1972. УЛУС јесен 1972. Педесеттрећа изложба ликовних уметника Србије, Галерија УЛУС-а, Београд
- 1973. Изложба УЛУС-а, Галерија УЛУС, Београд
- 1975. Изложба Цртеж ликовних уметника Војводине, Галерија Матице српске, Нови Сад[13]
- 1976. VI Панчевачки октобарски салон, Галерија Културног центра Панчево, Панчево[14]
- 1977. I Ликовни салон Јужног Баната, Галерија "Јован Поповић", Опово[15]
- 1977. Ликовна колонија „Делиблатски песак“, Галерија Културног центра Панчево, Панчево[16]
- 1978. II Ликовни салон Јужног Баната, Народни музеј Вршац, Вршац
- 1978. Ликовна колонија „Делиблатски песак“, Галерија Културног центра Панчево, Панчево[17]
- 1980. X Панчевачки октобарски салон, Галерија Културног центра Панчево, Панчево
- 1982. Ликовно стваралаштво Панчева 1945-60, Народни музеј Панчево, Панчево[18]
- 1982. Изложба ликовних и примењених уметника Војводине - Панчево, Дом омладине Банатски Брестовац, Банатски Брестовац[19]
- 1983. VII Ликовни салон Јужног Баната, Галерија Центра за културу Ковин, Ковин[20]
- 1983. XIII Панчевачки октобарски салон, Савремена галерија Центра за културу "Олга Петров", Панчево[21]
- 1984. XIV Панчевачки октобарски салон, Савремена галерија Центра за културу "Олга Петров", Панчево[22]
- 1985. XV Панчевачки октобарски салон, Савремена галерија Центра за културу "Олга Петров", Панчево[23]
- 1985. Изложба Панчево инспирација ликовних уметника, Мала галерија Центра за културу "Олга Петров", Панчево[24]
- 1989. 125 година Гимназије "Урош Предић" Панчево, Савремена галерија Центра за културу "Олга Петров", Панчево[25]
- 1995. Изложба Тргови и улице Панчева, Савремена галерија Центра за културу Панчево, Панчево[26]
- 2008. 57. Годишња изложба чланова СУЛУВ-а, Галерија ликовне уметности Поклон збирка Рајка Мамузића, Нови Сад[27] (постхумно)

## Награде
- 1959. Награда за сликарство на Ликовно-књижевном фестивалу студената Србије и Црне Горе,
- 1968. Награда за сценографију на XVIII Сусрету професионалих позоришта у Зрењанину, за представу "Партија шаха" Народног позоришта "Стерија" из Вршца,[28]
- 1977. Награда I Ликовног салона Јужног Баната, за цртеж "Трло",[15]
- 1983. Награда VII Ликовног салона Јужног Баната, за цртеж "Амбар".[29]

## Учешће у ликовним колонијама
- 1977. Ликовна колонија „Делиблатски песак“, Девојачки бунар, Банатски Карловац
- 1978. Ликовна колонија „Делиблатски песак“, Девојачки бунар, Банатски Карловац